# Giorgi Kochorashvili
Giorgi Kochorashvili (en georgiano: გიორგი ქოჩორაშვილი; Tiflis, 29 de junio de 1999) es un futbolista georgiano que juega de centrocampista para el Sporting C. P. de la Primeira Liga.

## Trayectoria
Tras formarse en la cantera del FC Saburtalo Tbilisi, finalmente en 2017 hizo su debut el 23 de julio de 2017 contra el FC Torpedo Kutaisi en la Erovnuli Liga.
Al finalizar la temporada se marchó a España, concretamente al Girona F. C. con el que no llegó a disputar ningún partido oficial ya que salió cedido al C. F. Peralada ese mismo mercado. Tras una temporada fue contratado por el Levante U. D., empezando en el segundo equipo, y debutando con el primer equipo en la jornada 36 de la Primera División de España contra el Athletic Club. Entre liga y copa, disputó seis partidos en los que marcó un gol.
El 30 de agosto de 2022 se marchó cedido al C. D. Castellón hasta junio de 2023. Con el conjunto albinegro estuvo cerca de ascender a Segunda División antes de regresar al Levante U. D. y, un año después de su vuelta, ampliar su contrato hasta junio de 2027. Sin embargo, en marzo de 2025 fue traspasado al Sporting C. P., aunque su marcha no se produciría hasta el final de la temporada.

## Selección nacional
El 12 de septiembre de 2023 hizo su debut con la selección de Georgia en un partido de clasificación para la Eurocopa 2024 ante Noruega que perdieron por dos a uno. Se clasificaron para la fase final tras derrotar a Grecia en una tanda de penaltis en la que anotó su lanzamiento.

### Participaciones en Eurocopas
| Copa          | Sede     | Resultado        | Partidos | Goles |
| ------------- | -------- | ---------------- | -------- | ----- |
| Eurocopa 2024 | Alemania | Octavos de final | 4        | 0     |

## Clubes
| Club                     | País     | Año       | Partidos | Goles |
| ------------------------ | -------- | --------- | -------- | ----- |
| FC Saburtalo Tbilisi     | Georgia  | 2017      | 2        | 0     |
| C. F. Peralada (cedido)  | España   | 2017-2019 | 28       | 0     |
| Atlético Levante U. D.   | España   | 2019-2022 | 44       | 3     |
| Levante U. D.            | España   | 2020-2022 | 6        | 1     |
| C. D. Castellón (cedido) | España   | 2022-2023 | 40       | 4     |
| Levante U. D.            | España   | 2023-2025 | 60       | 8     |
| Sporting C. P.           | Portugal | 2025-     | 1        | 0     |